# Excursionnisme
On appelle excursionnisme une pratique de visite effectuée sur une seule journée, sans comporter de nuit sur place, ce qui la différencie du tourisme. L'Organisation mondiale du tourisme définit un excursionniste comme un visiteur dont le voyage « n'inclut pas de nuit sur place ». Les autorités françaises précisent la définition en qualifiant l'excursionniste comme un visiteur qui réalise « un aller-retour dans la journée à plus de 100 kilomètres de son domicile », indépendamment des frontières internationales.